# 浜中未紀
浜中 未紀（はまなか みき、Miki Hamanaka-Paulauskas、1978年5月29日 - ）は、日本のバレリーナ。広島県出身。リトアニア国立オペラ・バレエ劇場 (LNOBT) のプリマ・バレリーナ）。
1996年、東京のロシア・バレエ・インスティテュート（現：ロシア・バレエ・アカデミー）を修了。1998年よりリトアニア国立オペラ・バレエ劇場ソリスト。カタキナス・ヨーナスに師事。
英国、ロシア、カナダ、フランス、イタリア、スペイン、ギリシャ、エジプト、デンマーク、オランダ、ドイツ、ポーランド、ラトヴィア、台湾などで公演を行った。

## 主なレパートリー
- ドン・キホーテ（レオン・ミンクス）
- 白鳥の湖（ピョートル・チャイコフスキー）
- 眠れる森の美女（ピョートル・チャイコフスキー）
- くるみ割り人形（ピョートル・チャイコフスキー）
- ジゼル（アドルフ・アダン）
- ラ・バヤデール（レオン・ミンクス）
- ラ・シルフィード（ヘルマン・レーヴェンショルド）
- コッペリア（レオ・ドリーブ）
- 美しく青きドナウ（ヨハン・シュトラウス2世）
- アンナ・カレーニナ（ロディオン・シチェドリン）
- ロシアン・ハムレット（音楽：ルートヴィヒ・ヴァン・ベートーヴェン、グスタフ・マーラー）
- カルミナ・ブラーナ（カール・オルフ）
- Acid City（ミンダウガス・ウルバイティス）
- 夏の夜の夢（音楽：フェリックス・メンデルスゾーン）
- デズデモーナ（アナトリユス・シェンデロヴァス）
- チポリーノの冒険（アラム・ハチャトゥリアン）
- 蛇の女王エグレ（ユリュス・ユゼリューナス）